# Dragan Šarac
Dragan Šarac (* 27. September 1975 in Ruma) ist ein ehemaliger serbischer Fußballer und heutiger Trainer.

## Karriere
Des linken Mittelfeldspielers erster Verein war der FK Obilić, dem er bis 2000 treu blieb. Sarac' erster ausländischer Verein war der FK Austria Wien in der Bundesliga. Anschließend ging er nach Pasching. Nach zwei Jahren in Oberösterreich ging es wieder zurück in die Heimat Serbien. Sarac ging zu Roter Stern Belgrad. Anfang der Saison 2005/2006 kam er wieder zurück nach Österreich. Der Verein, der anklopfte, war der SK Sturm Graz. 2007/2008 verließ er den SK Sturm Graz Richtung ASK Schwadorf. Seit Juli 2007 spielt Sarac bei FK Vojvodina Novi Sad in Serbien.

## Statistik
- 111 Bundesligaspiele in Österreich
- 6 Länderspiele für Serbien-Montenegro.